# Отдых

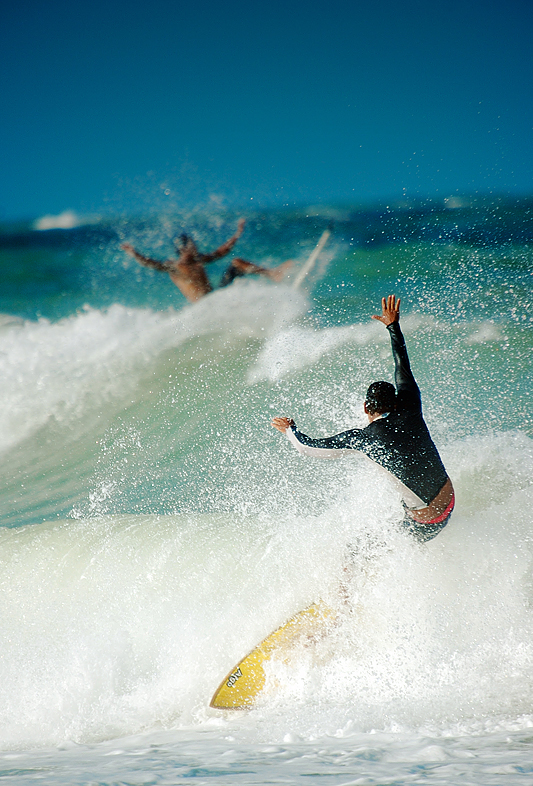
Сёрфинг — один из видов активного отдыха

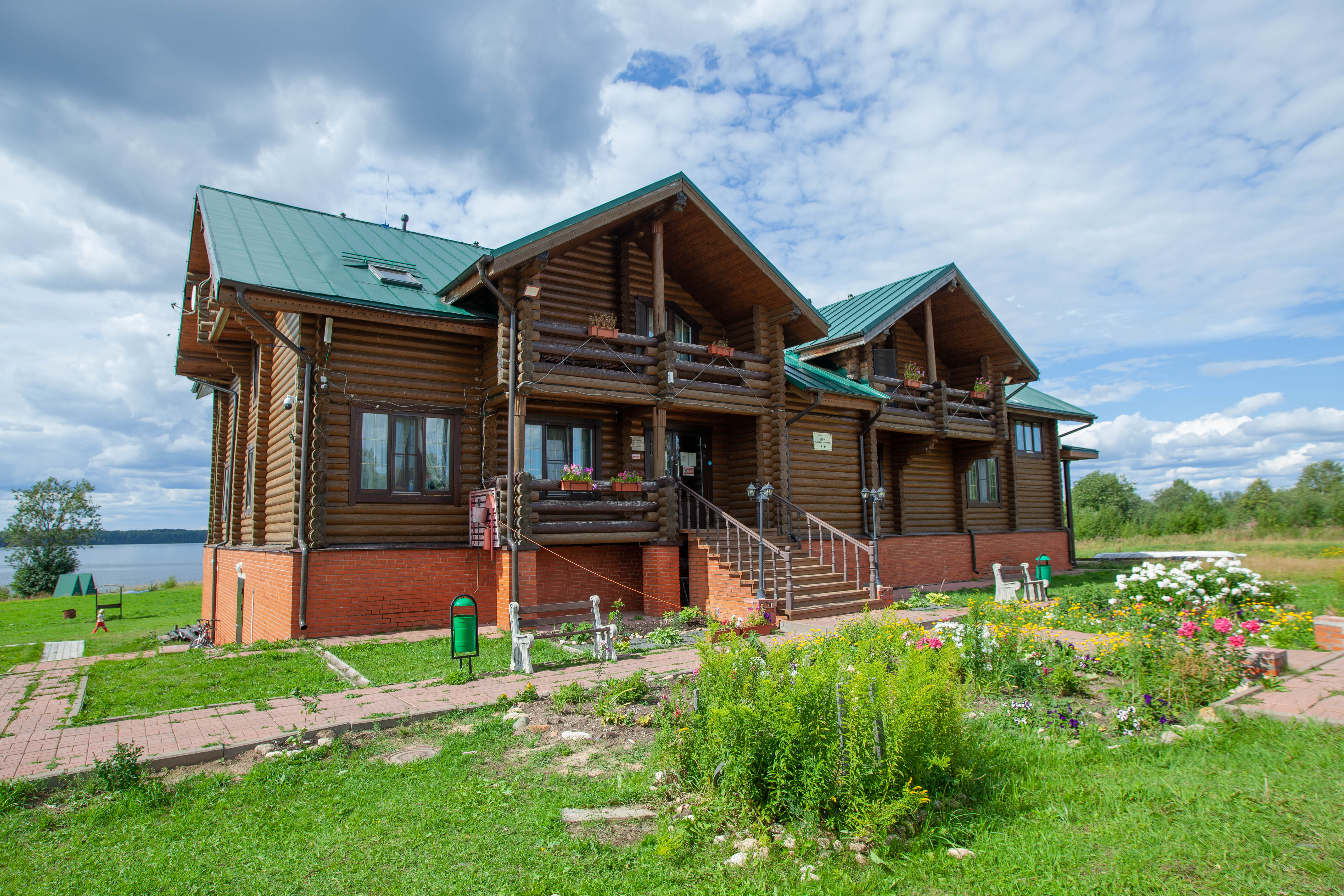
Гостевой дом на базе отдыха в Вологодской области

О́тдых — процесс возвращения системы в балансное состояние; состояние покоя, либо времяпрепровождение, целью которого является восстановление сил, достижение работоспособного состояния организма (рекреация); время, свободное от работы. Вынужденное бездействие — такое, как ожидание или отбывание наказания, болезненное состояние, — отдыхом не является.
Обычно отдых включает в себя следующие стадии: усталость, расслабление, восстановление сил, развлечение. Занятия для отдыха в стадии развлечения: игры (в том числе компьютерные), приём пищи, беседа, любительский спорт, рекреационное рыболовство, прослушивание музыки, радио, просмотр телевизора, произведений искусства, занятия различными видами искусств, чтение книг, пикник, поход в баню (сауну), волонтёрство и другие развлечения и виды деятельности.

## История
Кратковременный отдых — такой, как передышка или сон, — вызван физическими потребностями организма человека, необходимыми для его нормального функционирования.
Музыка, литература, живопись и другие виды искусства, до того как стать основным занятием для ряда людей, были отдыхом в стадии развлечения для человека (наскальные рисунки, обрядовые танцы, устное народное творчество). И сегодня, являясь профессией для одних, эти виды искусства служат развлечением для других — слушателей, зрителей, читателей. Но если одним людям подходит созидательное или пассивное времяпрепровождение, то у других (особенно если отдыхающие объединяются в группы) продолжительный бесцельный отдых может привести к разрушению, агрессии, выплеску накопившейся в процессе восстановления сил энергии (так, молодые парни вечерами гуляли по деревне, ища, с кем бы подраться).
Чтобы избежать негативных последствий такого продолжительного отдыха, люди всегда стремились организовывать себе активные и относительно мирные развлечения. С незапамятных времен устраивались развлекательные бои или поединки, призванные не поразить соперника, а показать своё мастерство, потренироваться перед настоящим боем. Развлекательные поединки всегда велись по особым правилам, призванным исключить серьёзные увечья и летальные исходы. Античные Олимпийские игры, русские кулачные бои «стенка на стенку», рыцарские турниры. Они и по сей день продолжают существовать в виде спортивных соревнований. Сегодняшние мировые первенства, чемпионаты и Олимпиады собирают самое большое число зрителей по всему миру, и заменяют народам войны вместо выплеска агрессии.
Исторически известные формы продолжительного отдыха были коллективными. Самыми древними развлекательными формами коллективного отдыха можно считать празднества в честь удачной охоты, завоевания территории и военных побед. Они существовали уже в каменном веке в виде плясок у костра, получили своё дальнейшее развитие в виде продолжительных пиров античности и средневековья — с обильной едой, возлияниями, представлениями, фейерверками и прочими развлечениями. Сегодняшняя традиция ежегодно отмечать, например, День Победы 9 мая тоже восходит корнями к этой древней традиции.
Когда развитие человечества привело к оседлому земледелию, появились и праздники, привязанные к сезонным колебаниям в природе (в честь пробуждения природы и начала посевных работ, в честь сбора урожая и тому подобное).
Древнейшими формами коллективного отдыха также являются праздники и обряды различных религиозных культов. Все народы так или иначе отмечают рождение человека, заключение брачного союза и его смерть — все эти личные события человеческой жизни традиционно собирают большое количество участников, и иногда могут отмечаться по нескольку дней. Кроме частных или разовых поводов для праздничных обрядов, у каждого религиозного культа существуют ежегодные развлекательные мероприятия для всех адептов. Таковыми были античные вакханалии, славянские колядки и масленичные гулянья, праздники древних египтян и индейцев майя. Таковыми сегодня являются иудейские Шаббат и Йом-Кипур (в эти дни полностью запрещено работать), мусульманские Курбан байрам и Рамазан (Рамадан), христианская Пасха и Рождество.
Если во время религиозного поста, военного похода или тяжелой сезонной работы существуют свои ограничения — по еде, употреблению веселящих напитков и, главным образом, отдыху и развлечениям, то во время праздников, следующих за ними, все наоборот: приветствуется обильная еда, употребление спиртного, а вот работать или воевать — нельзя. Античная история знает множество примеров того, как военные действия прекращались на время религиозных праздников или Олимпийских игр. До сих пор существуют такие праздники, во время которых даже незначительное напряжение или занятие считается наказуемым (Шаббат у иудеев). Так же, как и работать, во время многих праздников запрещается грустить и скучать.

## Классификация

### По продолжительности
- Секунды: краткое расслабление.
- Минуты: перерыв.
- Часы: ежесуточный отдых, сон, занятие чем-либо, посещение концерта, экскурсия, праздник, тусовка, просмотр фильма.
- Дни: выходные или праздничные дни, отпуск, путешествие.
- Месяцы: большой отпуск, большие каникулы.
- Годы и десятилетия: пенсия

### По активности
- Активный отдых — переключение на какую-либо деятельность, отличную от той, которая вызвала утомление (в беге, например, это будет спокойная ходьба, в плавании — неторопливые движения в воде и тому подобное): спорт, туризм, беседа.
  - Транспортно-экскурсионный отдых
- Пассивный — относительный покой, отсутствие активной двигательной деятельности): сон, расслабление, просмотр фильма, принятие ванны, получение загара в солярии или на пляже и так далее.
  - стационарный отдых
- Смешанный: любительская охота, рекреационное рыболовство.

### По составу отдыхающих
- Коллективный (группа друзей, коллег по учёбе или работе, единомышленников со схожими интересами и увлечениями, семейный отдых и тому подобное);
  - молодёжный
  - семейный
  - школьный
  - пенсионеров
- Индивидуальный: иногда нужно отдохнуть ото всех;
- Парный: романтический.

### По месту отдыха
- отдых на море
- сельский отдых (агротуризм)
- отдых в горах
- дачный

### По целям
- познавательный
- спортивный
- оздоровительно-лечебный
- ностальгический
- событийный (фестивали, концерты популярных артистов, спортивные соревнования в качестве болельщиков и т. п.)

### По отдалённости
- местный
- пригородный
- дальний
- международный

### По организации
- организованный
- неорганизованный

## Психология и физиология отдыха

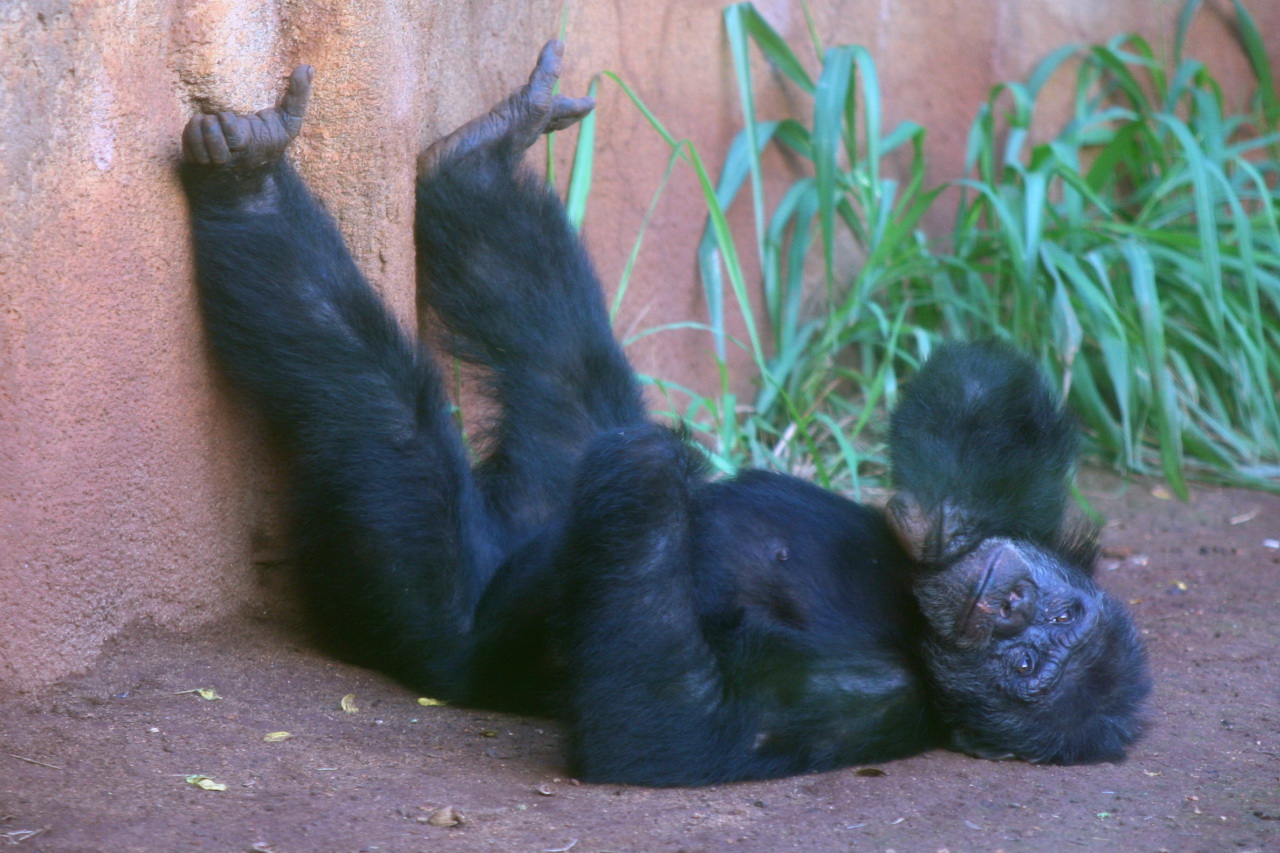
Отдыхающий шимпанзе

Ученый-физиолог Иван Сеченов изучал механизмы утомления человеческого организма, рассчитывал оптимальное соотношение отдыха и работы. В 1901—1904 гг. Сеченов экспериментально доказал, что именно во время активного отдыха мышцы человека восстанавливаются быстрее. Такой эффект впоследствии начали называть «феноменом Сеченова».
Ученый-физиолог Николай Введенский говорил — «отдых не предполагает обязательно полного бездействия со стороны человека, он может быть достигнут простой переменой дела — переносом внимания в новую сферу деятельности».
В случае переключения с одной деятельности на другую импульсы от различных нервных рецепторов переносятся с одних групп нервных клеток на другие, находящиеся в состоянии относительного покоя.
Естествоиспытатель Чарльз Дарвин каждые два часа работы сменял прогулкой, выбирая таким образом активный, а не пассивный отдых . Активного отдыха также придерживались Лев Толстой, Жан-Жак Руссо, Пушкин, Аристотель.
Научные работы, посвященные восстановлению спортсменов во время тренировок, включают в себя выводы о том, что оптимальным средством восстановления организма в условиях активного тренинга является сочетание активного и пассивного отдыха.
Понятие «отдых» с точки зрения психологии рассматривается как в широком смысле, так и с точки зрения Психологии труда, которая, в частности, рассматривает режим труда и отдыха. Отдых является одним из методов саморегуляции — управления человека своим психологическим состоянием.
Отсутствие полноценного отдыха может привести к таким психологическим проблемам как выгорание, психическая возбудимость, апатия, бессоница и тд. Одним из методов борьбы с выгоранием и стрессом в 21 веке стал «саббатикал» — творческий отпуск, который компания может предоставить своим сотрудникам. Термин происходит от ивр. Šabat — отдых или перерыв в работе.
В 2020 году психологи выделили термин — «синдром упущенных каникул», обозначающий состояние человека, возникающее вследствие отсутствия своевременного отдыха, отпуска и сопровождающееся нервным истощением, чувством опустошенности, перманентным стрессом.

## Поговорки
- После дела и гулять хорошо[12]
- Работе время, а досугу час[13]
- Работать — день коротать; отдыхать — ночь избывать[13]
- Кто не работает, тот отдыха не знает[14]
- После дела и погулять хорошо[14]
- И голове надо отдохнуть, не только рукам[14]
- Кто с трудом в ладу, тот и с отдыхом не в споре[14]
- Отдыхать без работы — значит, жить без заботы[14]
- Если весел на работе, то на отдыхе игрив[14]
- Когда в работе успех, и перекур не грех[14]
- Только после доброго труда наступает добрый отдых[15]